# جون جيمس (لاعبة كريكت)
جون جيمس (22 أبريل 1925 في أستراليا - ) (بالإنجليزية: June James)‏ هي لاعبة كريكت أسترالية. شاركت مع منتخب أستراليا الوطني للكريكت.

## وصلات خارجية
- جون جيمس على موقع إي آس بي آن كريك إنفو (الإنجليزية)